# Rothia fianarantsoa
Rothia fianarantsoa är en fjärilsart som beskrevs av Charles Oberthür 1911. Rothia fianarantsoa ingår i släktet Rothia och familjen nattflyn. Inga underarter finns listade.